# Ørmen Station
Ørmen Station (Ørmen stasjon eller Ørmen stoppested) var en jernbanestation, der lå i Fredrikstad kommune på Østfoldbanens vestre linje i Norge.
Stationen blev åbnet som trinbræt 1. oktober 1914 og opgraderet til holdeplads i 1925. Den blev nedgraderet til trinbræt med sidespor 1. april 1957 og nedlagt 29. maj 1983.